# كهف الحظ السعيد
كهف الحظ السعيد (بالإندونيسية: Gua Nasib Bagus أو Lubang Nasib Bagus) هوَ كهف يَقع في إقليم سراوق في ماليزيا، وهو أحد الكهوف الموجودة داخل حديقة جبل مولو الوطنية، ويُعتبر أحد مواقع التراث العالمي في جزيرة بورنيو.
يَحتوي الكهف في داخله على أكبر غُرفة تحت الأرض مساحةً في العالم وتُسمى قاعة سراوق. يبلغ طول الكهف 600 متر وعرضه 415 متر وَارتفاعه حوالي 80 متر.